# Tocobaga
Tocobaga, Pleme američkih Indijanaca porodice Timuquanan naseljeno u prvoj polovici 16. stoljeća sjeverno od zaljeva Tampa na Floridi, gdje ih 1528. nalazi španjolski ustraživač Pánfilo de Narváez.  Jedanaest godina kasnije (1539) južno od Tampa Baya stiže ekspedicija Hernando de Sotoa ali nisu imali puno kontakata s njima. Pedro Menéndez de Avilés, španjolski istraživač,  posjetio ih je 1567. i utemelji garnizon i ostavio u njemu 30 vojnika. Kada se tamo vratio Juan Rogel, u siječnju 1568., naselje je bilo napušteno, a svi Španjolci mrtvi. Tocobage su izgleda napadali na pokrštene Indijance, jer Španjolci šalju kaznenu ekspediciju na plemena Pohoy i Tocobaga, ali su ovdje nisu dugo zadržali. U velikom Timucua ustanku (1656) nisu učestvovali. 
Swanton drži da su se kasnije možda pridružili drugim Timucua skupinama i zajedno s njima nestali, ili su se priključili Calusama. Za vjerojatne mogućnosti drži da su Tocobage možda kasniji Tompacuas Indijanci koji su se pojavili u zemlji Apalachee Indijanaca, ili pleme poznato kao "Macapiras" ili "Amacapiras" koje je 1726. smješteno na misiju San Buenaventura blizu St. Augustine. 

## Život i običaji Tocobaga
Naselja Tocobaga su malena s kolibama kružnog oblika prekrivenim palminim lišćem i postavljene oko središnjeg trga na kojima su održavali sastanke. Kuće poglavica i svetišta gradili su na zemljanim moundima, a mrtve sahranjivali u grobnim moundima koje su podizali van sela. Kuća poglavice Tocobaga u Safety Harboru nalazila se na moundu visokom 20 stopa (6 metara) s pogledom na Old Tampa Bay. 
Tocobaga Indijanci, slično kao njihovi južni susjedi Caluse imali su razvijenu kulturu školjaka iz kojih su izrađivali razni alat, služile su im kao žlice i utezi na mrežama, za izradu ukrasa, hranili su se i trgovali njima, i na koncu su završavale i u gradnji samih mounda. Materijalna kultura poznaje i kopačicu (adz) sa školjkom ili kamenim iverom uglavljenim na drvenu dršku. Atlatl (vidi  Arhivirana inačica izvorne stranice od 29. rujna 2007. (Wayback Machine)), napravu za izbacivanje koplja koja se koristi u lovu također su poznavali. Koplje izbačeno atlatlom daleko je probojnije, nego koplje bačeno rukom.
Tocobage su bili šamanisti, a poznavali su i šamana-berdaša (berdache), koje nalazimo kod Yokuta, Sijuksa (winktes), Illinoisa ili Navaho Indijanaca koji su ga nazivali Nadle. Berdaš, naziv koji dolazi iz perzijskog "bardaj" (pasivni homoseksualni partner), može biti hermafrodit kod nekih Indijanaca, kao što su Tocobage, ili homoseksualac s kojima su sjevernoamerički Indijanci voljeli da se sprdaju, ali su prema njima osjećali istovremeno i veliko strahopoštovanje, bojeći se njihovih moći. 

## Vanjske poveznice
- Tocobaga